# 고사우 (취리히주)

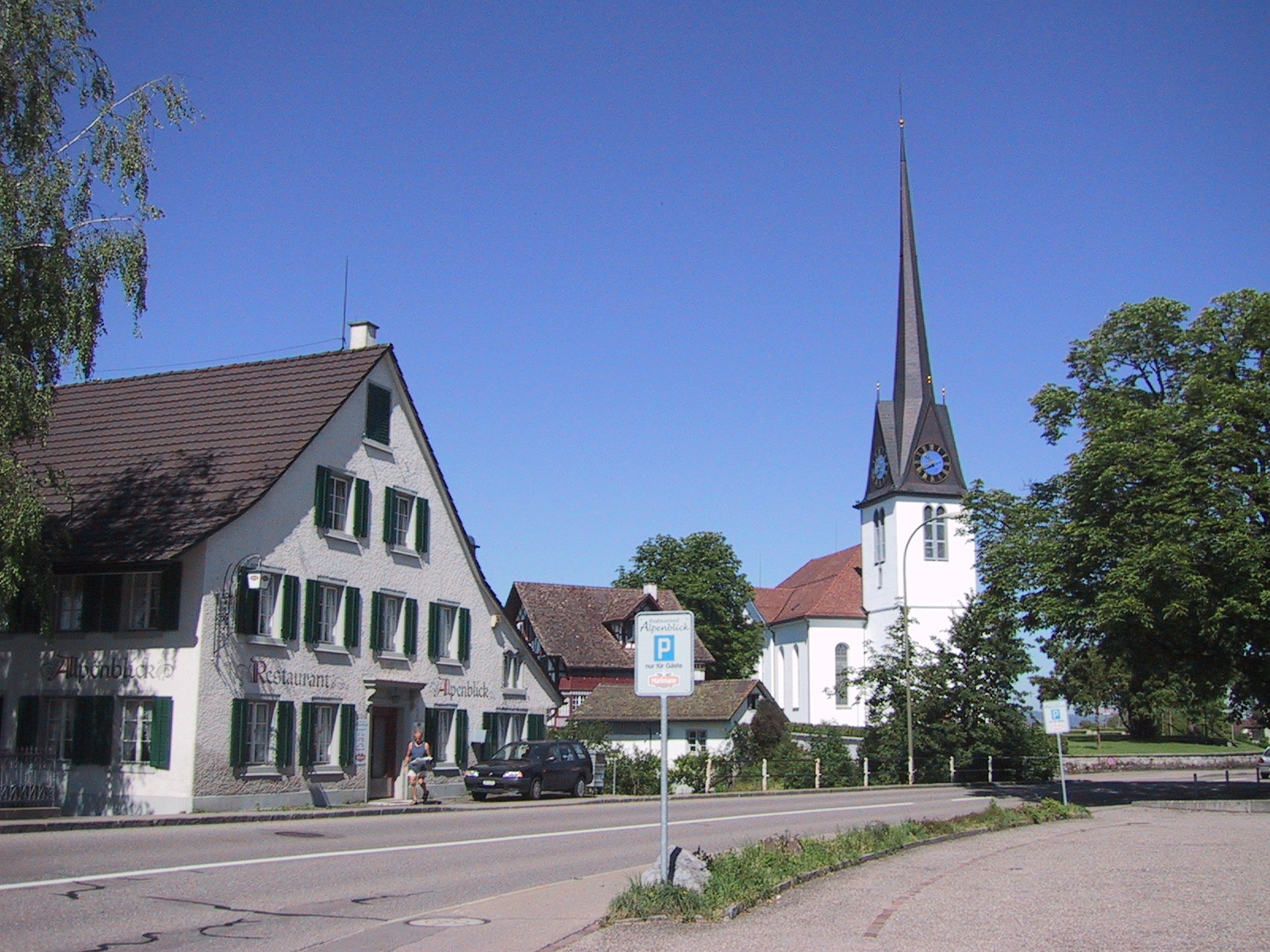
고사우

고사우(독일어: Gossau)는 스위스 취리히주에 위치한 도시로 면적은 18.27km2, 높이는 455m, 인구는 9,827명(2016년 12월 기준), 인구 밀도는 540명/km2이다.

시 문장